# The Del Vikings
The Del-Vikings (также изв. как The Dell-Vikings) — американская мужская вокальная группа, работающая в стиле ду-воп. Известна по нескольким своим хитам 1950-е годов. Также в то время была примечательна тем, что была одной из немногих групп с мультирасовым составом.
В 2005 году была принята в Зал славы вокальных групп.
Песня «Come Go With Me» в исполнении группы The Dell-Vikings входит в составленный Залом славы рок-н-ролла список 500 Songs That Shaped Rock and Roll.